# Eileen Brennan
Verla Eileen Regina Brennen (ur. 3 września 1932 w Los Angeles, zm. 28 lipca 2013 w Burbank w Kalifornii) – amerykańska aktorka, nominowana do Oscara za rolę drugoplanową w filmie Szeregowiec Benjamin.